# Edition Temmen
Die Edition Temmen ist ein in Bremen ansässiger Buchverlag. Der 1987 gegründete Verlag ging neben dem Donat Verlag aus dem von 1984 bis 1987 bestehenden Verlag Donat & Temmen hervor. Die Edition Temmen verlegt vor allem Sachbücher und Reiseführer.

## Geschichte
Horst Temmen, damals wissenschaftlicher Mitarbeiter der Forschungsstelle Osteuropa der Universität Bremen, gründete 1984 gemeinsam mit dem Historiker und Autor Helmut Donat den Verlag Donat & Temmen, der seinen Sitz in Bremen hatte. Verlagsschwerpunkte waren Deutscher Pazifismus, Zeitgeschichte sowie die Dissidentenszene und deren Entwicklung in Osteuropa. Im Jahr 1987 verließ Temmen die Universität, die beiden Verlagspartner trennten sich und lösten ihren gemeinsamen Verlag auf. In der Folge gründeten Temmen und Donat jeweils ein eigenes Verlagshaus.
Nach ihrer Neugründung brachte die von Horst Temmen alleine geführte Edition Temmen zunächst Reiseführer über Bremens Partnerstädte Danzig, Riga und Rostock heraus, später folgten in der Reihe Illustrierte Reisehandbücher zahlreiche nord- und ostdeutsche sowie osteuropäische Ziele. 1995 eröffnete Temmen ein Außenbüro in Rostock. 1996/1997 übernahm der Verlag die renommierte Reiseführerreihe Edition Erde, die sich vor allem an Studienreisende richtet und internationale Ziele wie Bhutan, Iran oder Oman beschreibt. Seit 2001 erscheinen in der Reihe Reise- und Lesebücher ähnlich strukturierte Reiseführer für norddeutsche Reiseziele. Zum Reiseprogramm des Verlags gehören auch Bildbände.
Zum Verlagsprogramm gehören außerdem mehrere politik- und zeitgeschichtliche Schriftenreihen, wie zum Beispiel die vom Dokumentations- und Informationszentrum Emslandlager herausgegebenen DIZ-Schriften oder die Schriftenreihe der KZ-Gedenkstätte Neuengamme, die sich jeweils mit der kritischen Aufarbeitung des Nationalsozialismus befassen. Von 2001 bis 2004 wurden die Veröffentlichungen der Bundesbeauftragten für die Unterlagen des Staatssicherheitsdienstes der ehemaligen Deutschen Demokratischen Republik (BStU) bei der Edition Temmen publiziert. Einen weiteren Verlagsbereich stellt die „Regionalliteratur“ dar, mit Titeln zu Bremen (Bremensien), Hamburg, Niedersachsen, Schleswig-Holstein und Mecklenburg-Vorpommern.
Zu den Autoren des Verlags zählen unter anderem Michael Augustin, Dirk Böhling, Hermann Gutmann, Gerhard Kromschröder und Arnd Zeigler. 
Gegenwärtig bringt die Edition Temmen mit derzeit elf Mitarbeitern vor allem Bücher zu norddeutschen Themen heraus. Jährlich erscheinen rund 70 neue Titel und 40 Nachauflagen. Insgesamt waren bis 2002 nach Verlagsangaben etwa 1.200 Titel erschienen. Im Jahr 2010 gab der Verlag an, jährlich etwa 200.000 Sachbücher und Reiseführer zu verkaufen.

## Auszeichnungen
Der bei der Edition Temmen erschienene Ausstellungskatalog Sexarbeit. Prostitution – Lebenswelten und Mythen, der zu einer Ausstellung im Hamburger Museum der Arbeit erschien, wurde 2006 im jährlichen Wettbewerb Die schönsten deutschen Bücher der Stiftung Buchkunst zunächst in der Kategorie Sachbücher ausgezeichnet. Am 11. Januar 2007 gewann der Band auch den 1. Preis der Stiftung Buchkunst 2006 als „schönstes Buch des Jahres 2006“.